# Joel Creasey
Joel Creasey (født 11. august 1990) er en australsk skuespiller og komiker, der bor i Melbourne. Creasey har optrådt på Melbourne International Comedy Festival, samt optrpdt på New York International Fringe Festival i 2013 og 2014. Creasey er også kendt som Acid Tongue Prince.